# Расселл-Роу, Джейсен
Джейсон Рекс Орландо Рассел-Роу (англ. Jacen Rex Orlando Russell-Rowe; род. 13 сентября 2002, Торонто) — канадский футболист ямайского происхождения, нападающий клуба «Коламбус Крю» и сборной Канады.

## Клубная карьера
Рассел-Роу — воспитанник клубов «Брамптон» и «Торонто». С 2020 по 2021 год Джейсен выступал за команду Мэрилендского университета. В марте 2022 года Рассел-Роу подписал контракт с дублирующим составом клуба «Коламбус Крю». 19 июня в матче против «Шарлотт» он дебютировал в MLS за основной состав. 26 марта 2023 года в поединке против «Атланта Юнайтед» Джейсен забил свой первый гол за «Коламбус Крю». 

## Международная карьера
В 2019 году в составе юношеской сборной Канады Рассел-Роу принял участие в юношеском Кубке КОНКАКАФ. На турнире он сыграл в матчах против команд Барбадоса, Коста-Рики и дважды США. В поединках против барбадоссцев и американцев Джейсен забил по голу. В том же году в Рассел-Роу принял участие в юношеском чемпионате мира в Бразилии. На турнире он сыграл в матчах против сборных Бразилии, Анголы и Новой Зеландии. В поединках против ангольцев и бразильцев Джейсен забил по голу.
В 2023 году Рассел-Роу был включён в состав национальной команды для участия в Золотом кубке КОНКАКАФ. 28 июня в матче против сборной Гваделупы Джейсен дебютировал за сборную Канады. 

## Достижения
Командные
 «Коламбус Крю»
- Чемпион MLS (обладатель Кубка MLS): 2023